# كارو أراراد
كارو أراراد (2 يناير 1984 -) هو مخرج وممثل ومؤلف ومنتج تلفزيوني سوري.

## حياته ونشأته
كارو أراراد من أصل أرمني ولد في مدينة حلب السورية عام 1984، ويحمل الجنسية السورية، والأرمنية. ماجستير إخراج وماجستير سينما وتلفزيون، حاصل على الإقامة الذهبية في الإمارات العربية المتحدة.

## مسيرته
مؤسس وصاحب شركة (Red Line) للإنتاج والتوزيع الفني في المملكة الاردنية الهاشمية.
- عضو إتحاد المنتجين العرب[7]
- عضو إتحاد المنتجيين السوريين
- أمين سر المسرح الحر في سوريا ومدير مكتب قنوات فضائية عديدة منها أغانينا وشباب.
- مدير عام مؤسسة اراراد فيلم للإنتاج والتوزيع الفني.[8]
- عضو في المجلس الأممي الارمني العربي.
- عضو نقابة المهن السينمائية في مصر.[9]
- عضو نقابة الفنانين السوريين.
- المدير التنفيذي لمؤسسة ميثاق للإنتاج والتوزيع الفني.[10]

## أعماله

### * مسلسلأم الدراهم(إخراج)
تدور الأحداث في إطار درامي كوميدي، حيث قرية أم الدراهم، من خلال قصة مختار الضيعة الشرير قادر على السيطرة على كل شيء، والتلاعب بمصائر القرية.

### *زنوبيا والصمرقع أو مدينة النانرج(منتج ومخرج ومؤلف وممثل)
يدور العمل في إطار كوميدي حول مدينتين بينهما صراع كبير، يحكم الأولي (طلعت زكريا) ويحكم الثانية (أندريه سكاف)، يقع بينهما العديد من المشاكل، حيث يكون هناك إسقاط وإشارة إلى الاحداث التي تدور على الساحة.

### * مسلسلالوسواس(منتج ومخرج)
يحكي المسلسل عن الوسواس الذي يشغل الإنسان عن ما هو ملزم به في مسلسل الرعب الاردني الوسواس (محامي الشيطان)

### *بلاقي عندك شغل(إخراج)
يتناول العمل قصة شاب يُدعى وليد يعاني بعد تخرجه من البطالة وعدم حصوله على فرصة عمل مناسبة، مما يضعه في العديد من المواقف الكوميدية والصدامات مع عائلته.

### *مشوح وملوح(إخراج)
في إطار كوميدي، تدور أحداث المسلسل حول (مشوح) و(ملوح) الذان يخوضان مغامرة جديدة في كل حلقة، فتدخلهما في أحداث مثيرة ومفارقات كوميدية.

### *أرزاق(إخراج)
في إطار كوميدي، تدور أحداث المسلسل حول أسرة ثرية يتعرض أفرادها للعديد من المشاكل والمفارقات الكوميدية بسبب تقسيم الميراث، ويدخلون في خلافات مع بعضهم بعضًا.
- مسلسل باب الحارة ج3 (ممثل)
- حادثة على الطريق (ممثل)
- وجوه وأزمنة (ممثل)
- بلا فلتر (مخرج)[11]
- من عبق البادية 2 (مخرج)[12]
- سبارتاكوس بالعربي (مخرج ومؤلف).[13]

## جوائز
- حائز على جائزة أفضل مخرج عن مسلسل زنوبيا والصمرقع بمهرجان مونديال القاهرة 2014.[7]
- كرم من أكثر من 150 جهة حكومية وعالمية و محلية.[14]

## وصلات خارجية
كارو أراراد على موقع قاعدة بيانات الأفلام العربية